# SN 2010F
SN 2010F – supernowa typu II-P odkryta 13 stycznia 2010 roku w galaktyce NGC 3120. W momencie odkrycia miała maksymalną jasność 14,80m.